# Acalolepta mausoni
Acalolepta mausoni es una especie de escarabajo longicornio del género Acalolepta, tribu Monochamini, subfamilia Lamiinae. Fue descrita científicamente por Breuning en 1954.
Se distribuye por Vietnam. Mide aproximadamente 23 milímetros de longitud. El período de vuelo de esta especie ocurre en los meses de junio y julio.